# Мартинець Михайло Петрович
Миха́йло Петро́вич Мартинéць (* 1859, Солотвин — 8 червня 1919, Луквиця (Присліп) (нині Богородчанський район Івано-Франківської області) — міністр земельних справ (Державний секретар) ЗУНР.

## Життєпис
Закінчив Львівський політехнічний та Віденський університет, інженер лісівництва. В 1900—1914 роках працював при міністерстві керівником відділу регуляції гірських потоків у Галичині з центром служби у Самборі. Випустив монографію про методи боротьби з розливами гірських річок. За заслуги призначений радником Віденського імператорського двору. В 1916—1918 роках працював керівником Централі відбудови краю у Львові.
Брав активну участь у Листопадових подіях. 12 листопада 1918 на засіданні УНРади з пропозиції Голови Державного Секретаріату ЗУНР Костя Левицького призначений заступником державного секретаря публічних робіт.
У грудні 1918 року інженер Мартинець призначений Державним секретарем земельних справ ЗУНР, працював над законом про земельну реформу в комісії під головуванням Л. Бачинського. Йому підпорядковувалися «рільничі референти» при державних повітових комісаріатах.
19 січня 1919 року видано спільний обіжник секретаріату земельних та внутрішніх справ (Іван Макух) щодо організції роботи в повітах повітовими комісарами.
21 лютого видається спільне розпорядження секретаріатів земельних та внутрішніх справ «Про примусове використання землі в 1919 р.» — всі придатні для обробітку землі мали бути оброблені.
7 березня земельна комісія УНРади ухвалює проект закону «Основи земельної реформи», серед розробників якого був Мартинець, та доручає доопрацювати вибраному комітету — голова Л. Бачинський, члени комісії — Мартин Королюк, Роман Перфецький, Лев Петрушевич, І. Попович, о. Платонід Філяс.
14 квітня після тривалих дебатів ухвалюється з 23 параграфів закон ЗУНР про земельну реформу з зобов'язанням доопрацювати його в умовах мирного часу.
Влітку 1919 р. при відступі намагався перейти в Чехословаччину, схоплений в Прислопі польськими вояками на чолі з польським поручником 6 компанії 30 полку піхоти Підвисоцьким, і разом із десятьма співробітниками міністерства, розстріляний розривними кулями без суду (разом із зятем — адвокатським кандидатом В. Падохом, Ріпецьким Всеволодом, І. Сілецьким і його сином Степаном) біля с. Погар. Похований 12 червня 1919 року в Луквиці.
1999 року на могилі в Луквиці встановлений пам'ятник.

## Джерело
- Визвольні змагання [Архівовано 3 грудня 2013 у Wayback Machine.]
- ЗУНР 1918—1923. Уряди. Постаті.  [Архівовано 3 лютого 2014 у Wayback Machine.]